# Andrés de Nájera

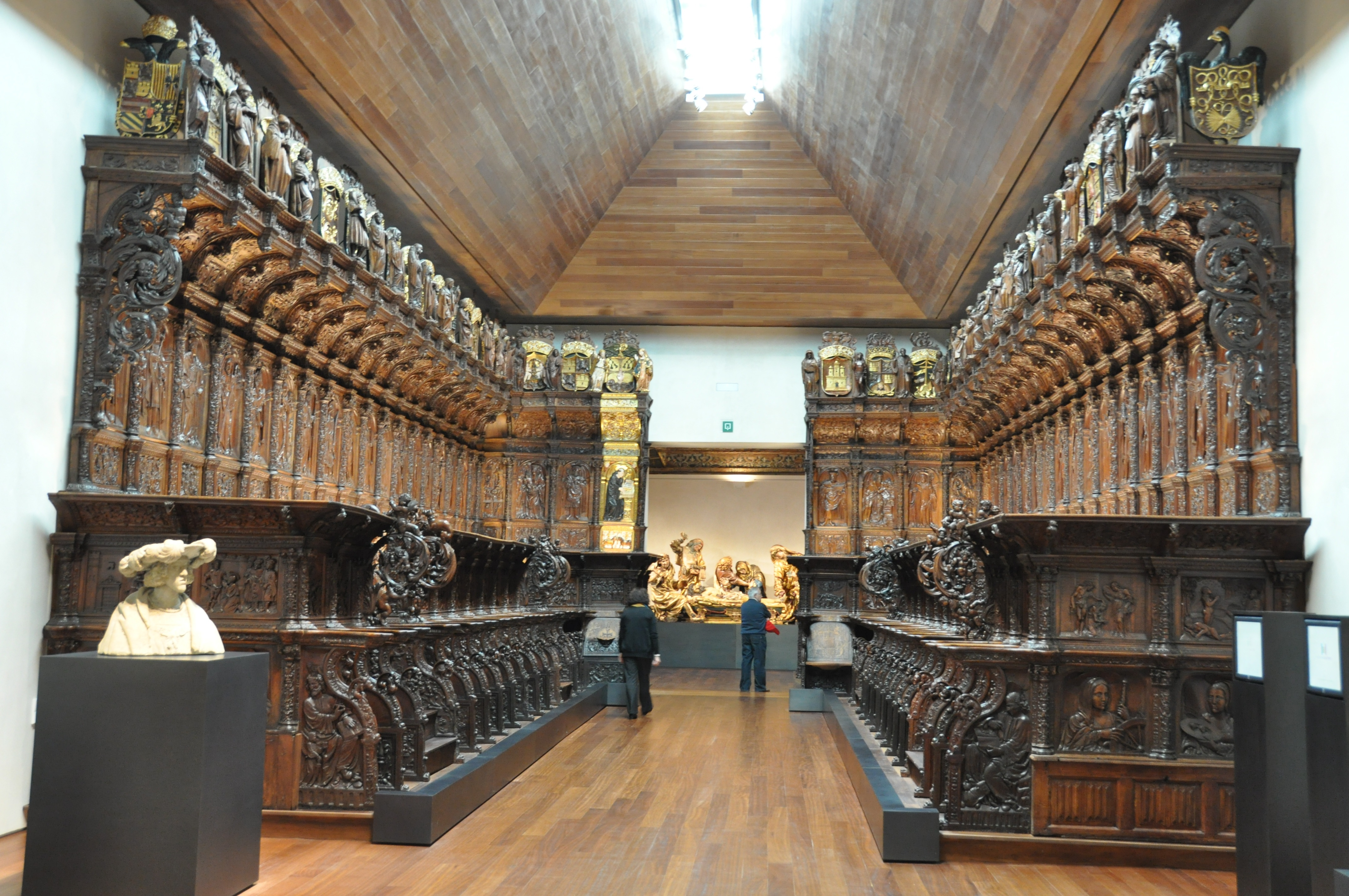
Sillería del Coro bajo del monasterio de San Benito de Valladolid. Actualmente en el Museo de San Gregorio.

Andrés de Nájera, también llamado Andrés de San Juan, fue un escultor y entallador renacentista español. Se le considera como uno de los iniciados en este estilo que debió influir en gran medida entre los escultores contemporáneos, sobre todo con sus trazas y dibujos más que con su propia labor escultórica. 

## Biografía y obras
El arquitecto y escultor Simón de Colonia (1450-1510) llegó a conocer su obra y se refirió a él como:

[…] hombre sabio y experto en los dichos oficios de talla e ymaginería.
Simón de Colonia

De su vida desconocemos casi todo; para algunos historiadores es nacido en La Rioja, si bien ninguno presenta documentos que lo prueben. Su nombre aparece frecuentemente en registros de tasaciones (como en lo concerniente al retablo de San Benito de Valladolid, al retablo mayor de la Catedral de Palencia, o al mayor de la Capilla de los Condestables de la Catedral de Burgos). Acostumbraba a trabajar siempre en unión con otros escultores y entalladores, siendo su más asiduo compañero Guillén de Holanda. En sus obras se aprecia una gran claridad de talla difícil de realizar si no hay un dibujo previo muy cuidado. Fue uno de los buenos autores de ensamblaje y talla decorativa.
Trabajó principalmente en Burgos y su provincia. Tuvo su residencia bastante tiempo en Covarrubias (Burgos) donde probablemente esculpió algunos sepulcros de la colegiata, como el de Alonso García de Covarrubias.
Su obra temprana fue parte de la sillería del coro de Santa María la Real de Nájera  donde realizó un estilo gótico final. Entre 1506 y 1512 labró junto con Vigarny la sillería del coro de la catedral de Burgos. En esta obra ya demostró su interés por las formas renacentistas así como un profundo conocimiento de las formas llegadas de la Toscana. 
Diseña y ejecuta con Nicolás Ibáñez de Vergara el retablo, hoy desaparecido, del convento de Santa Dorotea en Burgos.
Trabajó con diversos artistas en las tallas de las sillerías de Santo Domingo de la Calzada (comenzada en 1517 en colaboración con Guillén de Holanda) y en la de San Benito de Valladolid, 1528. También dejó su obra en los paneles con bustos femeninos del coro de la catedral de Calahorra.
El profesor e historiador de arte Juan José Martín González le atribuye las esculturas de San Pelayo y la Asunción del retablo de la parroquia de Olivares de Duero (Valladolid).

## Cronología documentada.
- 1504.- Simón de Colonia le propone como tasador de su obra en San Pablo (Valladolid).
- 1504-1513.- Consta su residencia en Burgos.
- 1506.- Tasa el retablo mayor de la catedral de Palencia a propuesta de Pedro de Guadalupe (por parte del Cabildo lo hace Maestro Juan Gil).
- 1506-1507.- Trabaja con Bigarny en la sillería baja del coro de la Catedral de Burgos.
- 1511.- Colabora con Nicolás Ibáñez de Vergara en el retablo del convento de Sta Dorotea (Burgos), hoy desaparecido.
- 1513.-Es propuesto por Bigarny como tasador de los estalos altos de la sillería de la catedral de Burgos.
- 1521.- Vecino de Covarrubias.
- 1521-1526.- Maestre de la sillería del coro de la Catedral de Sto Domingo de la Calzada (La Rioja).
- 1526.- Tasa el retablo mayor de la Capilla del Condestable de la Catedral de Burgos realizado por Diego de Siloe, Felipe Bigarny y León Picardo. Reside en Burgo de Osma.
- 1525-1528.- Maestre de la sillería del coro bajo de San Benito (Valladolid).
- 1528.-Tasa "el coro [de la capilla de los Condestables de la catedral de Burgos] que hizo maestre Felipe y otras cosas". Trabaja en Berlanga.
- 1532.- Carta de Berruguete.
- 1545.- Consta como vecino de Valladolid.